# Helius calviensis
Helius calviensis là một loài ruồi trong họ Limoniidae. Chúng phân bố ở miền Cổ bắc.